# 耿文兵
耿文兵（1957年8月—），中华人民共和国政治人物、外交官，曾任中华人民共和国驻塞舌尔共和国特命全权大使、驻贝宁共和国特命全权大使和驻瑞士联邦特命全权大使。

## 生平
1980年，进入中华人民共和国外交部工作，先后在外交学院国际问题资料室、北京外交人员服务局、驻黎巴嫩大使馆、外交部西亚北非司任职。2000年，任驻叙利亚大使馆参赞。2006年1月，出任中华人民共和国驻塞舌尔大使。2008年5月，出任中华人民共和国驻贝宁大使。2011年，任外交部纪委副书记、驻部监察局副局长，后升任局长。2016年2月，出任中华人民共和国驻瑞士大使。2020年7月，自驻瑞士大使离任。

## 家庭
已婚，有一子。